# Actinote brettia
Actinote brettia är en fjärilsart som beskrevs av Charles Oberthür 1917. Actinote brettia ingår i släktet Actinote och familjen praktfjärilar. Inga underarter finns listade i Catalogue of Life.